# ݵ
Yāʾ farsi petit chiffre deux suscrit ‹ ݵ › est une lettre additionnelle de l’alphabet arabe utilisée dans l’écriture du bourouchaski. Elle est composée d’un yāʾ farsi ‹ ی › diacrité d’un petit deux ‹ ۲ › suscrit.

## Utilisation
En bourouchaski, ‹ ݵ › représente une voyelle fermée antérieure non arrondie [i] portant généralement l’accent tonique.